# Joseph Valtellini
Joseph John Valtellini (Scarborough, Ontario, 3 de mayo de 1985) es un peleador canadiense de kickboxing y Muay Thai retirado que compitió en la categoría peso supermediano. Apodado "Bazooka Joe", Valtellini es un luchador explosivo que posee una considerable fuerza en sus golpes de puño y low kicks. Después de conseguir reconocimientos en torneos amateur provinciales y nacionales, se convirtió en profesional en 2010 y se mantuvo invicto en la escena de Muay Thai de Nueva York durante los siguientes dos años antes de perder ante Grégory Choplin en Lion Fight. Debutó con la promoción Glory en abril de 2013.

## Primeros años
Valtellini nació en Scarborough (Ontario), de padres emigrados de Paquino, Sicilia. Comenzó a entrenar Taekwondo con Roy Sullivan en el gimnasio Ki Do Kwan a los siete años y ganó su cinturón negro a los diez. Fue ascendido al rango de cinturón negro de segundo grado a la edad de catorce años, pero alrededor de los diecisiete comenzó a buscar más "contacto y realismo" en las artes marciales y comenzó a entrenar en jiu-jitsu brasileño. No fue hasta los diecinueve años que encontró el Muay Thai. Entrenó ambos estilos durante un par de años hasta que abandonó el jiu-jitsu después de que decidió convertirse en un striker a tiempo completo.